# اچ‌ام‌اس گریفین (۱۷۵۸)
اچ‌ام‌اس گریفین (۱۷۵۸) (به انگلیسی: HMS Griffin (1758)) یک کشتی بود که طول آن ۱۱۸ فوت ۴٫۵ اینچ (۳۶٫۱ متر) بود. این کشتی در سال ۱۷۵۸ ساخته شد.